# Clubiona ezoensis
Clubiona ezoensis este o specie de păianjeni din genul Clubiona, familia Clubionidae, descrisă de Hayashi, 1987. Conform Catalogue of Life specia Clubiona ezoensis nu are subspecii cunoscute.